# Ennéagone
Un ennéagone, ou nonagone,,, est un polygone à 9 sommets, donc 9 côtés et 27 diagonales.
La somme des angles internes d'un ennéagone non croisé vaut 7π radians, soit 1 260 degrés.
Un ennéagone régulier est un ennéagone dont les neuf côtés ont la même longueur et dont les angles internes ont même mesure. Il y en a trois : deux étoilés (les ennéagrammes notés {9/2} et {9/4}) et un convexe, noté {9}. C'est de ce dernier qu'il s'agit lorsqu'on parle de « l'ennéagone régulier ».

## Caractéristiques de l'ennéagone régulier
Si le côté a pour longueur a :
- chacun des 9 angles internes mesure 7π/9 rad = 140° ;
- chaque angle au centre mesure 2π/9 rad = 40° ;
- le rayon du cercle circonscrit vaut{\displaystyle {\frac {a}{2\sin {\frac {\pi }{9}}}}} ;
- l'apothème (le rayon du cercle inscrit) est (a/2) cot(π/9) ;
- La grande diagonale a pour longueur  {\displaystyle a\,{\frac {\sin {\frac {4\pi }{9}}}{\sin {\frac {\pi }{9}}}}} ;
- l'aire est égale à{\displaystyle {\frac {9a^{2}}{4}}\cot {\frac {\pi }{9}}}.

## Construction d'un ennéagone régulier
Un ennéagone régulier n'est pas constructible avec seulement une règle (non marquée) et un compas, car le nombre 9 ne satisfait pas la condition du théorème de Gauss-Wantzel. Il l'est, par contre, « par neusis », avec une règle marquée et un compas.
Soient deux point A et B donnés. Il s'agit de construire un ennéagone de côté [AB] de longueur u. On appelle D1 la droite contenant A et B. Une des méthodes possibles est la suivante[réf. souhaitée]:
- Construction de l'axe de symétrie de la figure et d'un triangle équilatéral:
  - on trace les cercles C1 de centre A passant par B, et  C2 de centre B passant par A. Ces deux cercles se coupent en deux points E et F, F étant le point du demi-plan d'origine D1 dans lequel on veut situer le centre de l'ennéagone ;
  - on trace la droite D2 passant par E et F ;
  - on trace les droites D3 et D4, passant par F et, respectivement, par A et B.
- Construction du point G (un des sommets de l'enneagone) par neusis :
  - on trace le cercle C3 de centre F passant par A ;
  - on marque la règle de deux points X et Y distants de u égal au segment AB qui est le côté du triangle équilatéral ;
  - on fait glisser la règle marquée en pivotant autour du point B et en maintenant la marque X sur D3, avec la marque Y entre X et B, jusqu'à ce que la marque Y de la règle se trouve sur le cercle C3, en un point H. La marque X se trouve alors en un point G sur la droite D3. On trace la droite D5 passant par B, H et G.
- Construction du point J (un autre sommet de l'ennéagone) et du cercle circonscrit à l'ennéagone :
  - on trace le cercle C4 de centre B passant par G, et le cercle C5 de centre G passant par B. Ces deux cercles se coupent en I et J, J étant le point situé dans le demi-plan d'origine D5 contenant A ;
  - on trace la droite D6 passant par I et J. Elle coupe D2 en K centre du cercle circonscrit à l'ennéagone ;
  - on trace le cercle C6 de centre K passant par A. Il passe aussi par B, G et J.
- Marquage des points L, M, N et O de l'ennéagone :
  - C6 coupe D4, C1 et C2, en des points autres que les points A ou B, respectivement en L, M et N ;
  - C6 coupe D2 en un point O dans le demi-plan d'origine D1 contenant K.
- Construction du dernier point P : on trace la droite D7 passant par K et H. Elle coupe C6 en P dans le demi-plan d'origine D5 contenant N.

Le polygone ABNPGOLJM est l'ennéagone recherché.
La démonstration complète est un peu longue mais relève de la géométrie élémentaire.

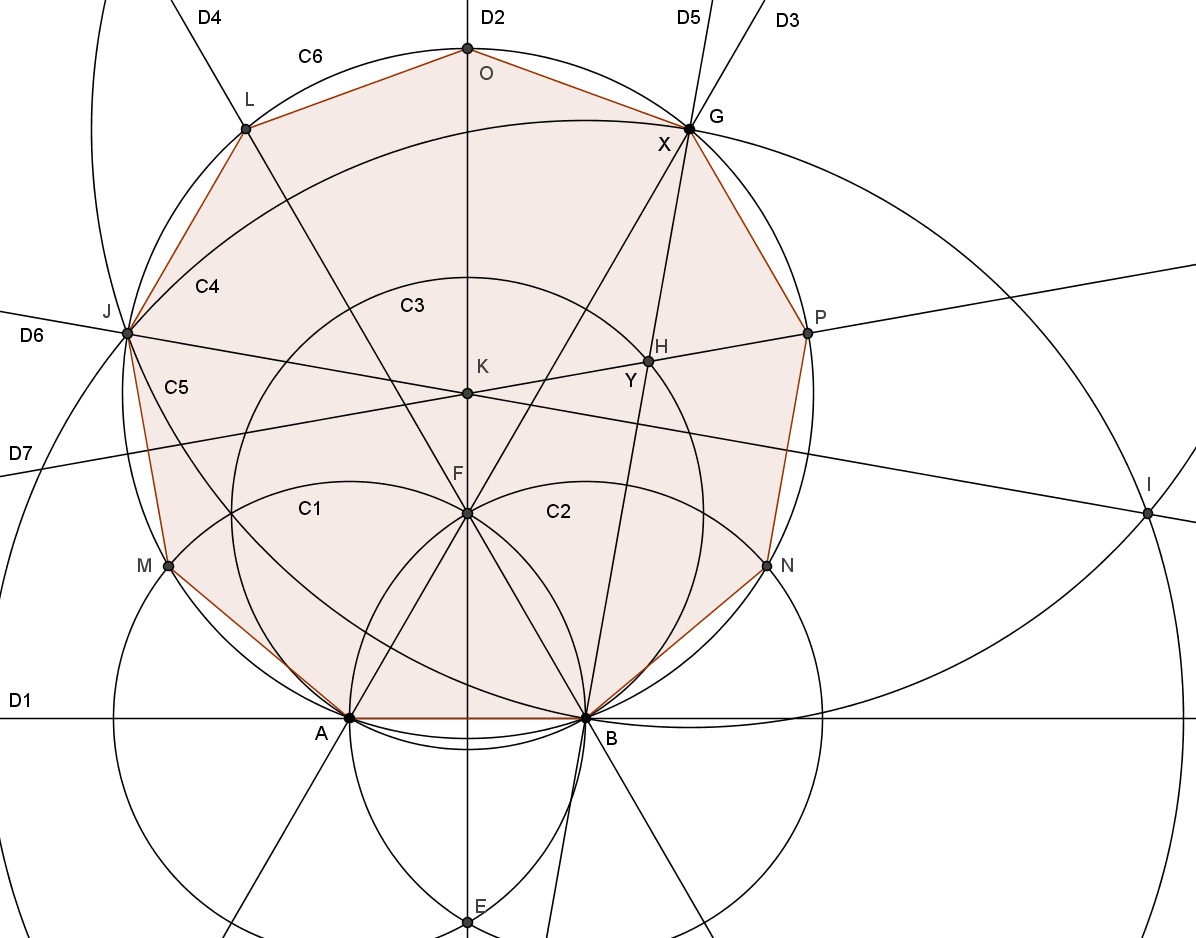
Construction par neusis d'un ennéagone régulier.

## Architecture

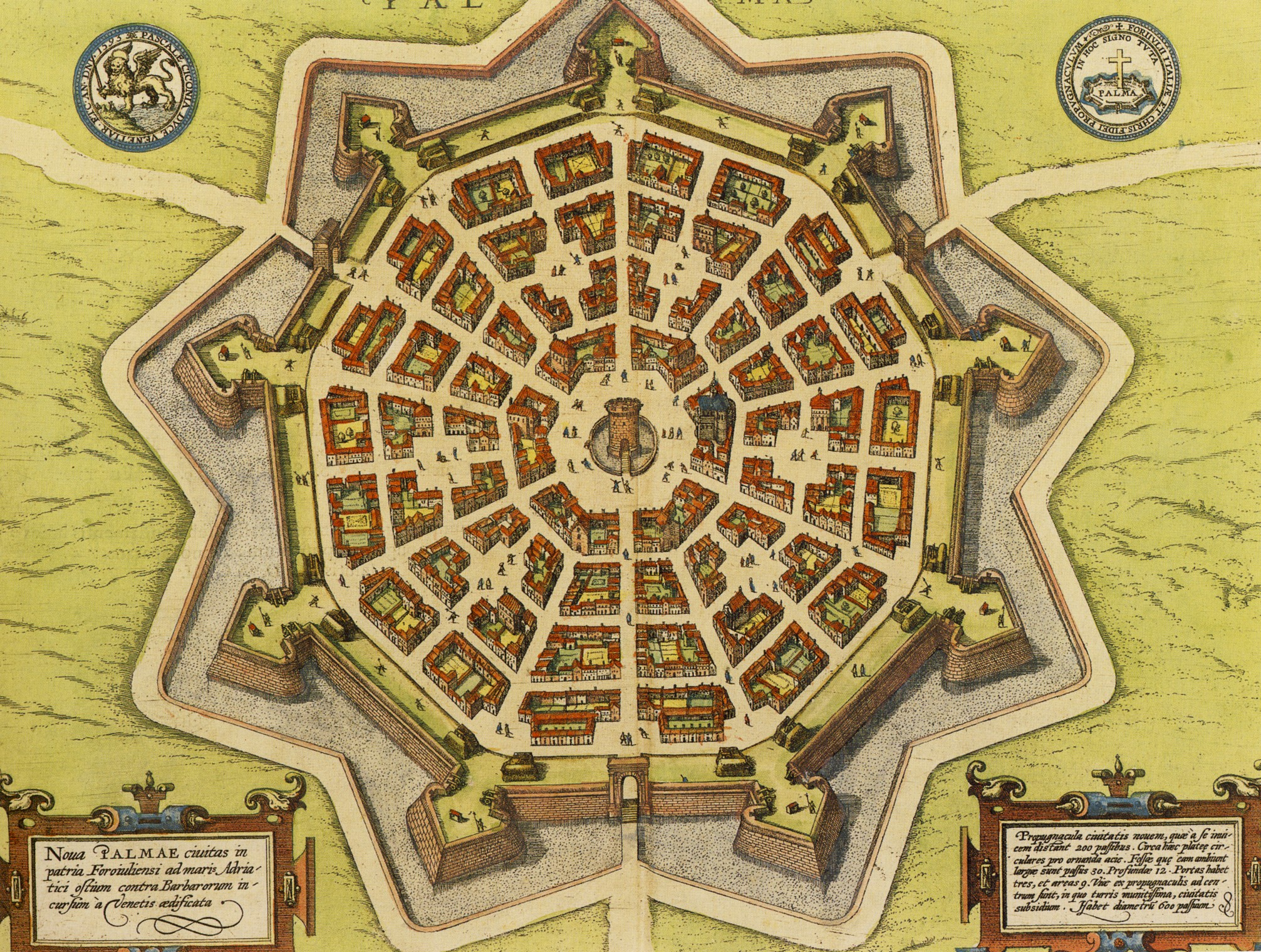
Le plan ennéagonal de la ville de Palmanova.

Les remparts de Palmanova, en Italie, furent bâtis par les Vénitiens en suivant un plan circulaire où les neuf bastions occupent les sommets d'un ennéagone régulier.